# Fernando António de Almeida Tavares e Oliveira
Fernando António de Almeida Tavares e Oliveira ComC • ComNSC (31 de Março de 1793 - Felgueiras, Varziela, Campo, Baçar, 31 de Outubro de 1872), 1.º Visconde de Baçar, foi um juiz, magistrado e empresário agrícola português.

## Família
Filho de Tomás António de Almeida, Senhor da Quinta de Baçar, em Macieira de Cambra, Bacharel formado em Leis e em Cânones pela Faculdade de Direito da Universidade de Coimbra e Capitão-Mor do extinto Concelho de Macieira de Cambra, e de sua mulher Ana Maria de Jesus Martins.

## Biografia
Era, como seu pai, Bacharel formado em Leis e em Cânones pela Faculdade de Direito da Universidade de Coimbra, e foi Juiz de Fora em Castelo de Vide, Lafões e Vouzela, etc., Auditor do Exército, Tesoureiro Pagador-Mor no Distrito de Viseu e abastado Proprietário no antigo Concelho de Macieira de Cambra. Era Fidalgo Cavaleiro da Casa Real, Comendador da Ordem Militar de Cristo e Comendador da Ordem de Nossa Senhora da Conceição de Vila Viçosa.
O título de 1.º Visconde de Baçar, em duas vidas, com verificação imediata da segunda vida num sobrinho materno, foi-lhe concedido por Decreto de D. Luís I de Portugal de 28 de Janeiro de 1871.
Não casou e não deixou descendentes.